# Wuerkaixi
Wuerkaixi, uiguriskt namn Örkesh Dölet, född 17 februari 1968 i Peking, är en kinesisk studentledare och dissident av uigurisk härkomst som spelade en framträdande roll under protesterna på Himmelska fridens torg 1989.
Wuerkaixi föddes i Peking, men hans familj kommer från Yining i Xinjiang.
Han studerade vid Pekings lärarhögskola (Beijing Normal University) och deltog i studenternas hungerstrejk mot den kinesiska regeringen i maj 1989. Han blev känd för en större allmänhet efter att ha konfronterat premiärminister Li Peng i ett direktsänt möte mellan studenterna och regeringen.
Sedan protesterna undetryckts med våld 3-4 juni 1989 flydde han till Frankrike och studerade sedan vid Harvard University i USA. Han är numera bosatt i Taiwan där han bildat familj och är verksam som politisk kommentator på radio. Han har även försök att bli vald till Taiwans parlament som kandidat för Pan-blå kraften, dock utan framgång.